# Vilasrao Deshmukh

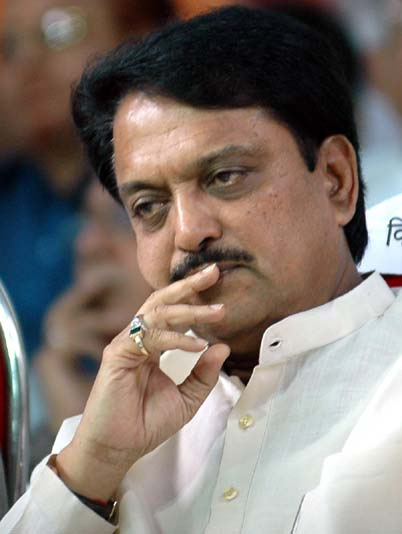
Vilasrao Deshmukh

Vilasrao Dadoji Deshmukh, född 26 maj 1945, död 14 augusti 2012 i Chennai, Tamil Nadu, var en indisk politiker (INC) av marathisk etnicitet från Marathwadaregionen i Maharashtra. Mellan 1999 och 2003 samt från 2004 till 2008 var han chefsminister (Chief Minister) i hemstaten.
Deshmukh är far till skådespelaren Ritesh Deshmukh.